# 大河内山荘

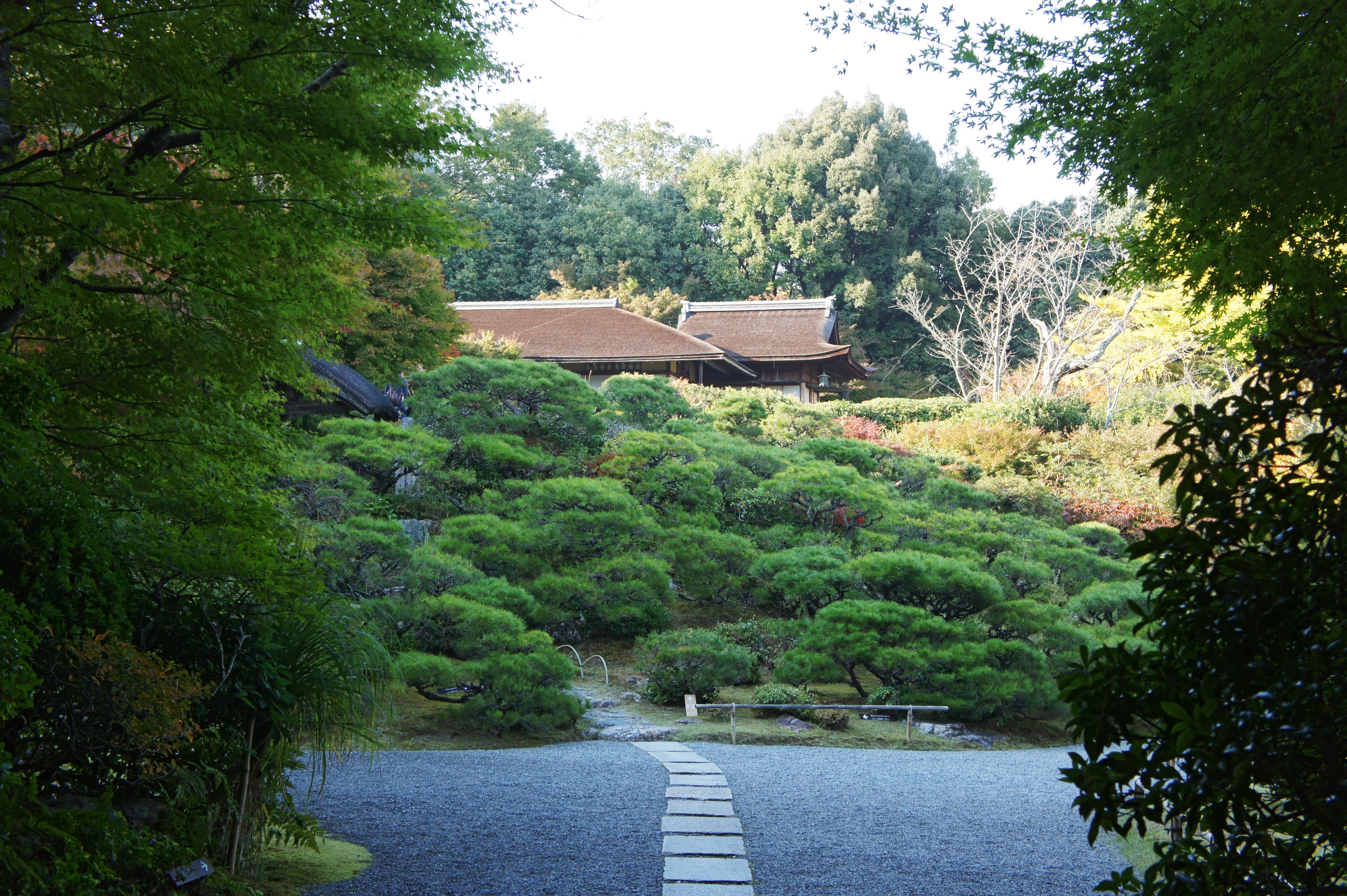
大乗閣前庭

大河内山荘（おおこうちさんそう）は京都市右京区嵯峨にある日本庭園。時代劇などで知られる俳優大河内傳次郎が別荘として造営した回遊式庭園である。

## 沿革
昭和9年（1931年）、傳次郎34歳のとき、当時長期保存が難しかったフィルムに対し永く消えることのない美を追究するため自身で設計しこの庭の造営を始めた。映画出演料の大半を注ぎ込み64歳で亡くなるまで30年の歳月をかけてこつこつと作り上げたものである。
場所は小倉百人一首でも知られる小倉山の南東面、嵐山公園（亀山公園）に挟まれた約2万平方メートルの荒地であったところに位置している。

## 往年の著名な招待客
傳次郎の別荘であった当時は、高峰秀子・片岡千恵蔵・山田五十鈴・京マチ子といった傳次郎の共演者たちが山荘に招かれている（『大河内山荘』写真集参照）。

## 庭園、建物

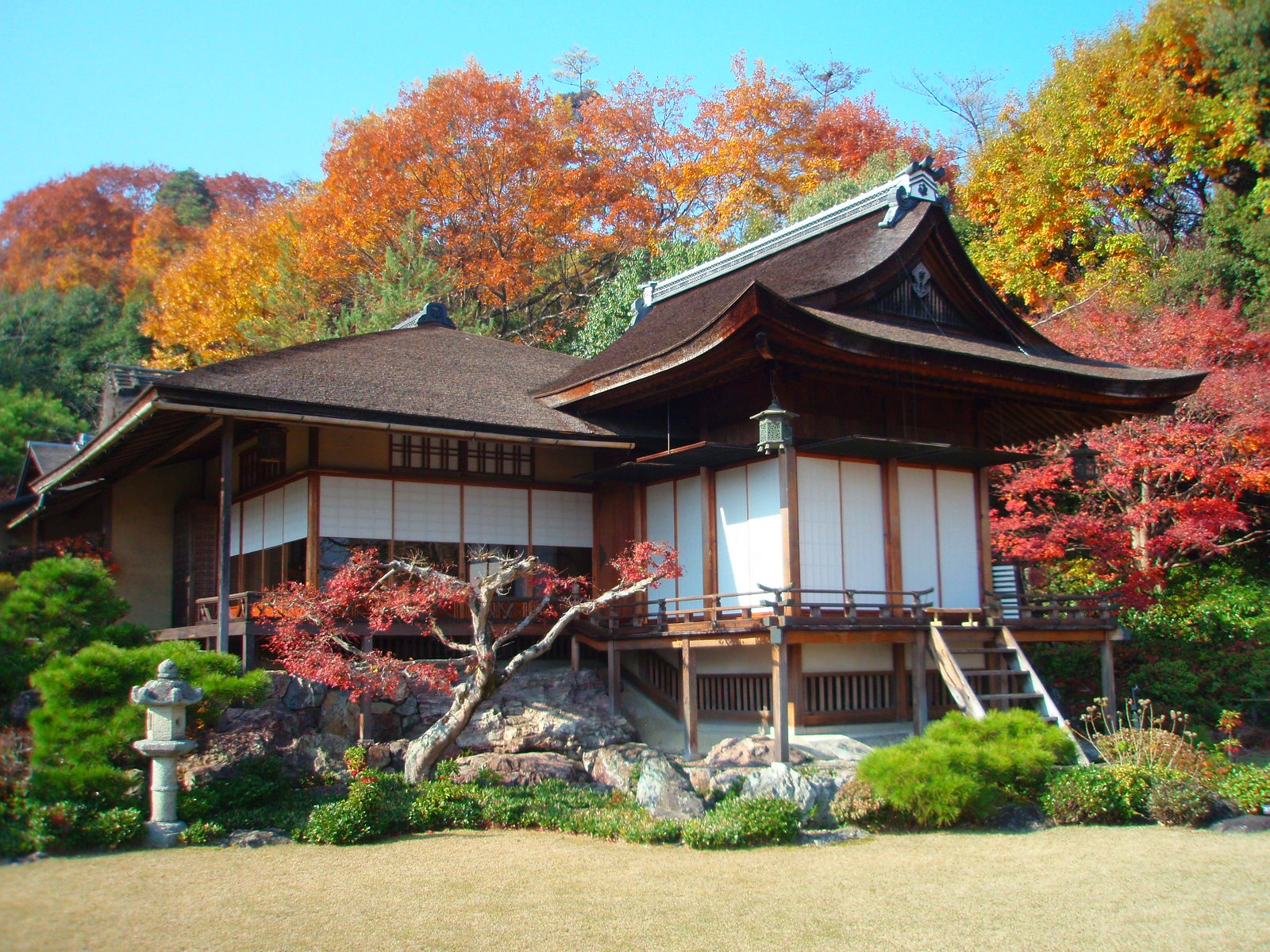
大乗閣

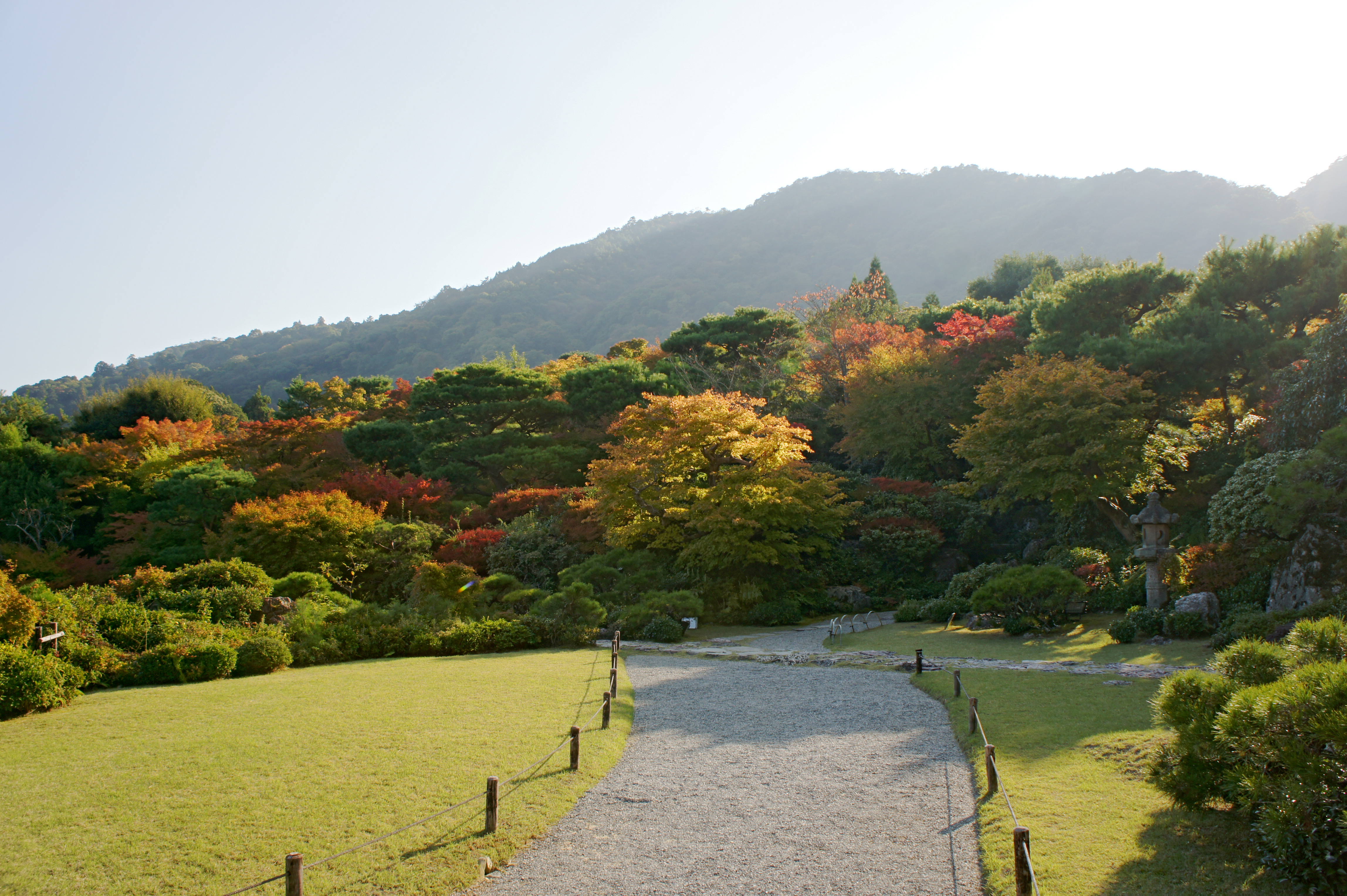
大乗閣前庭の回遊路

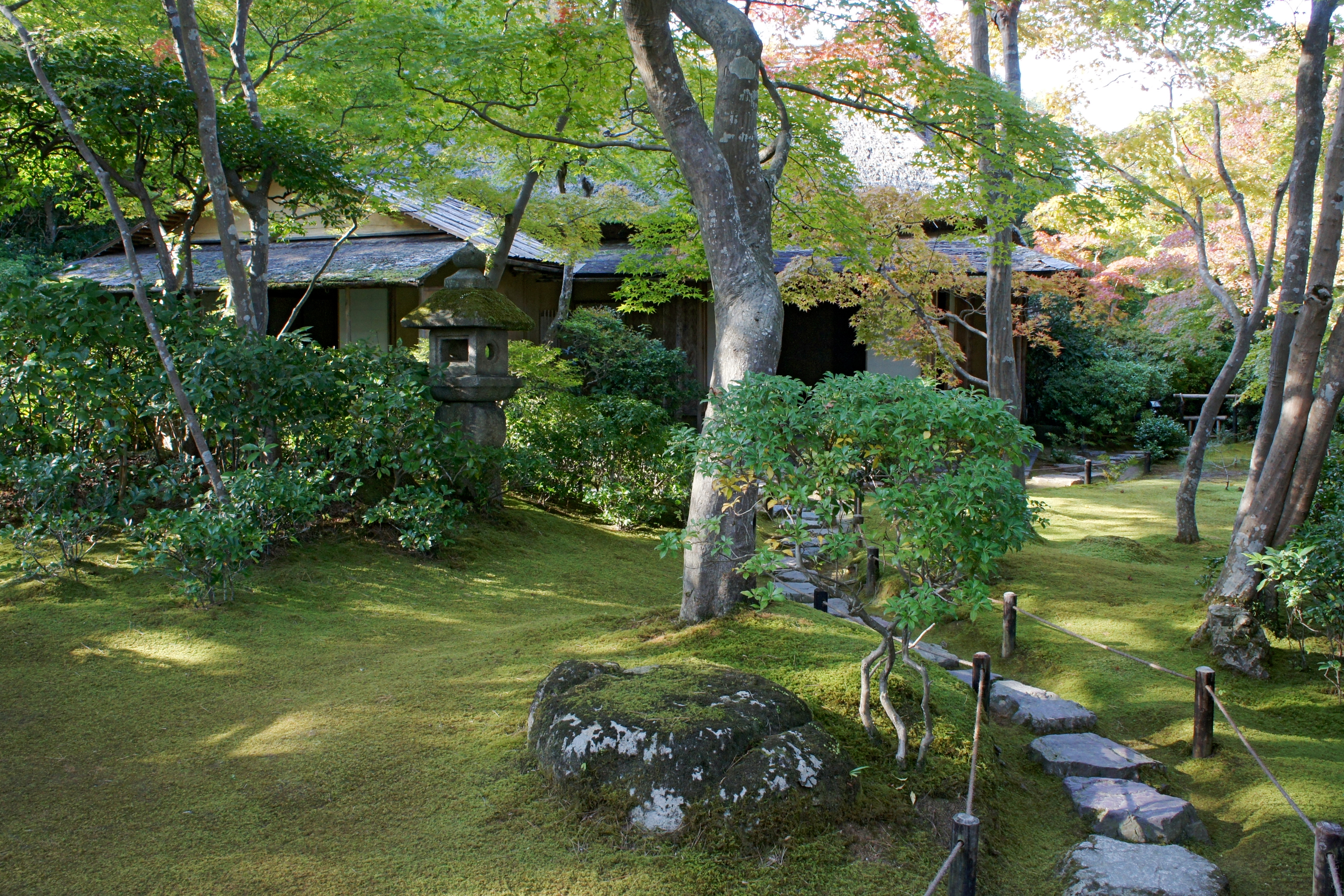
滴水庵と前庭

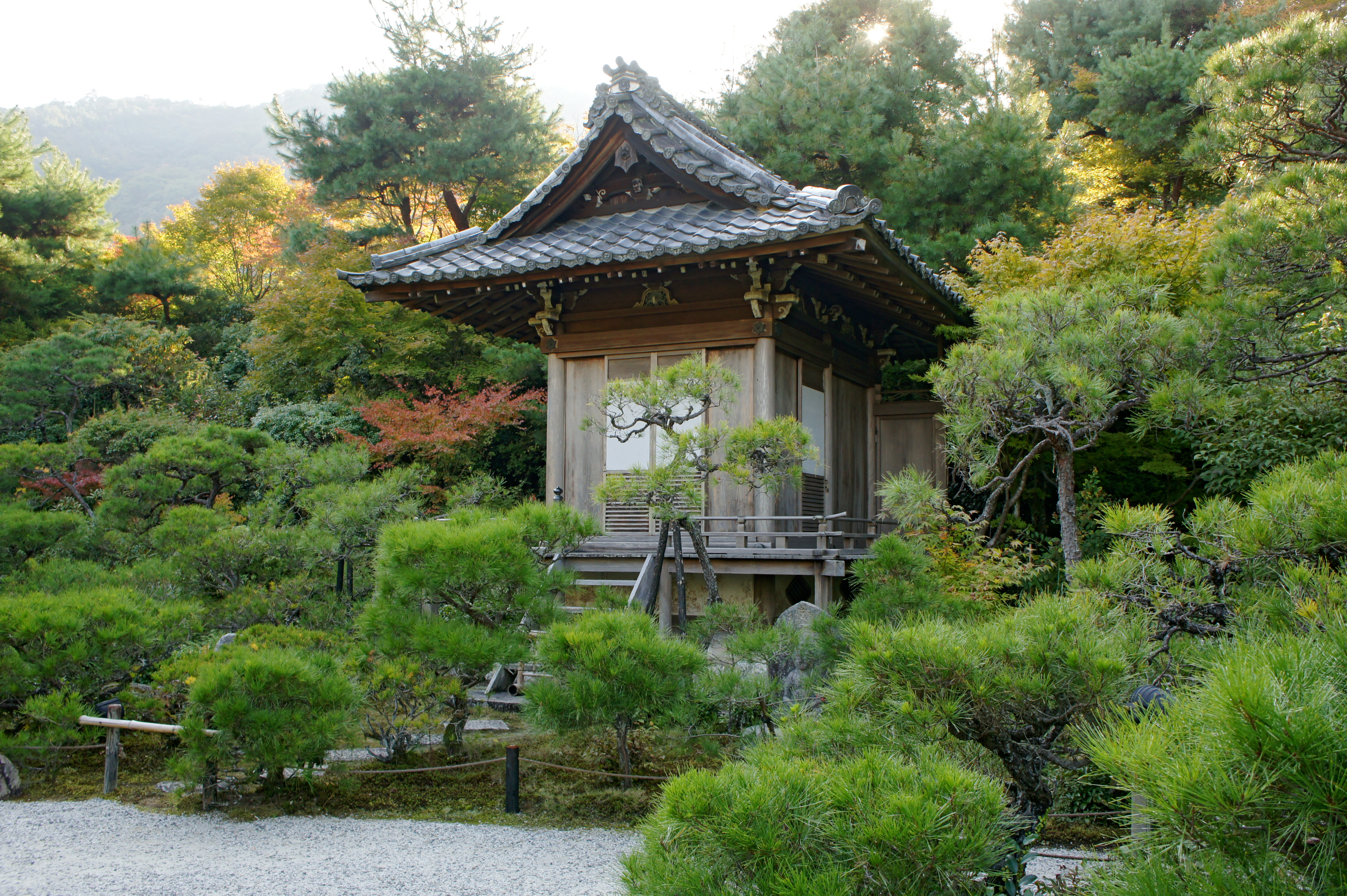
持仏堂
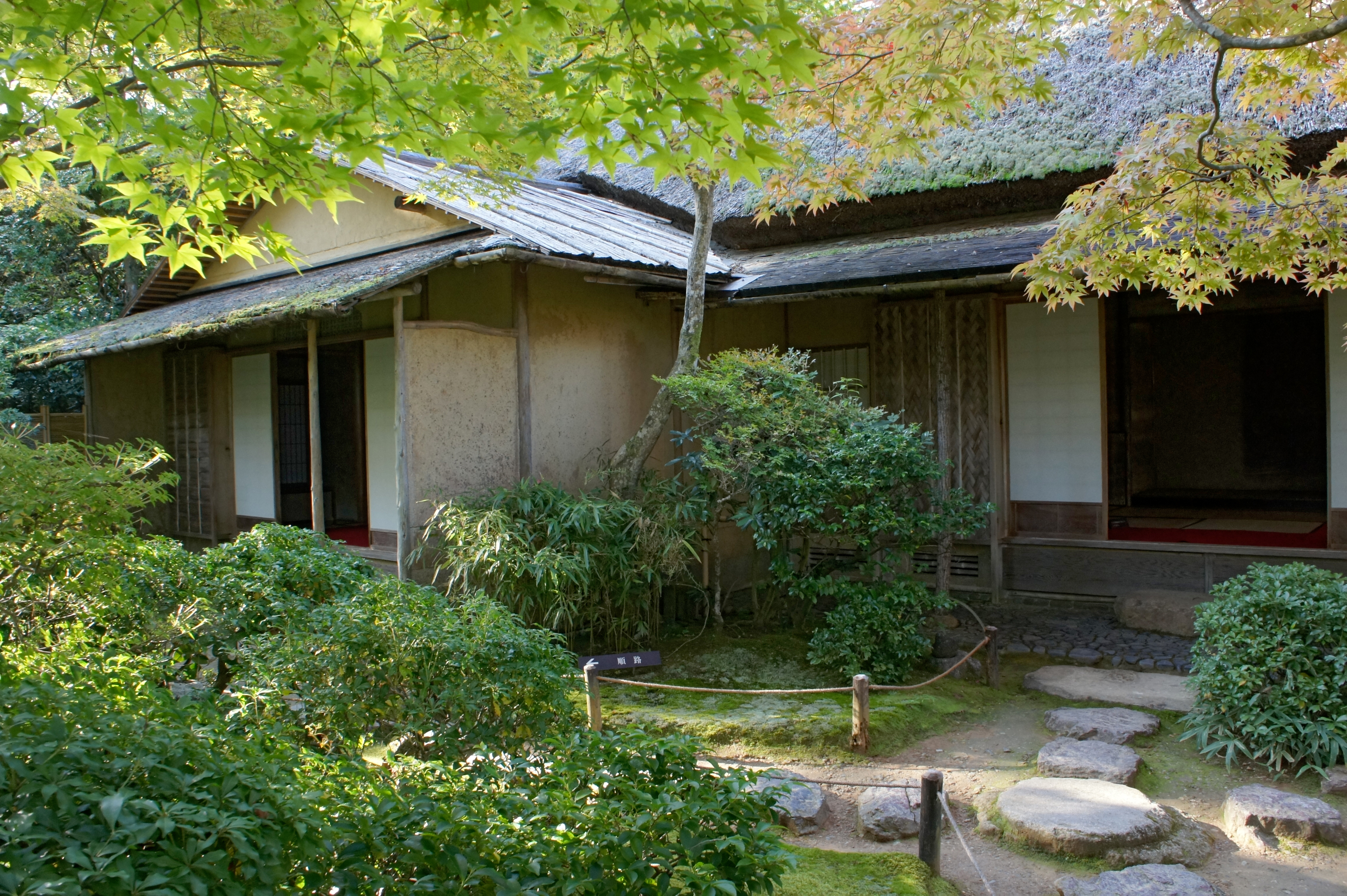
滴水庵
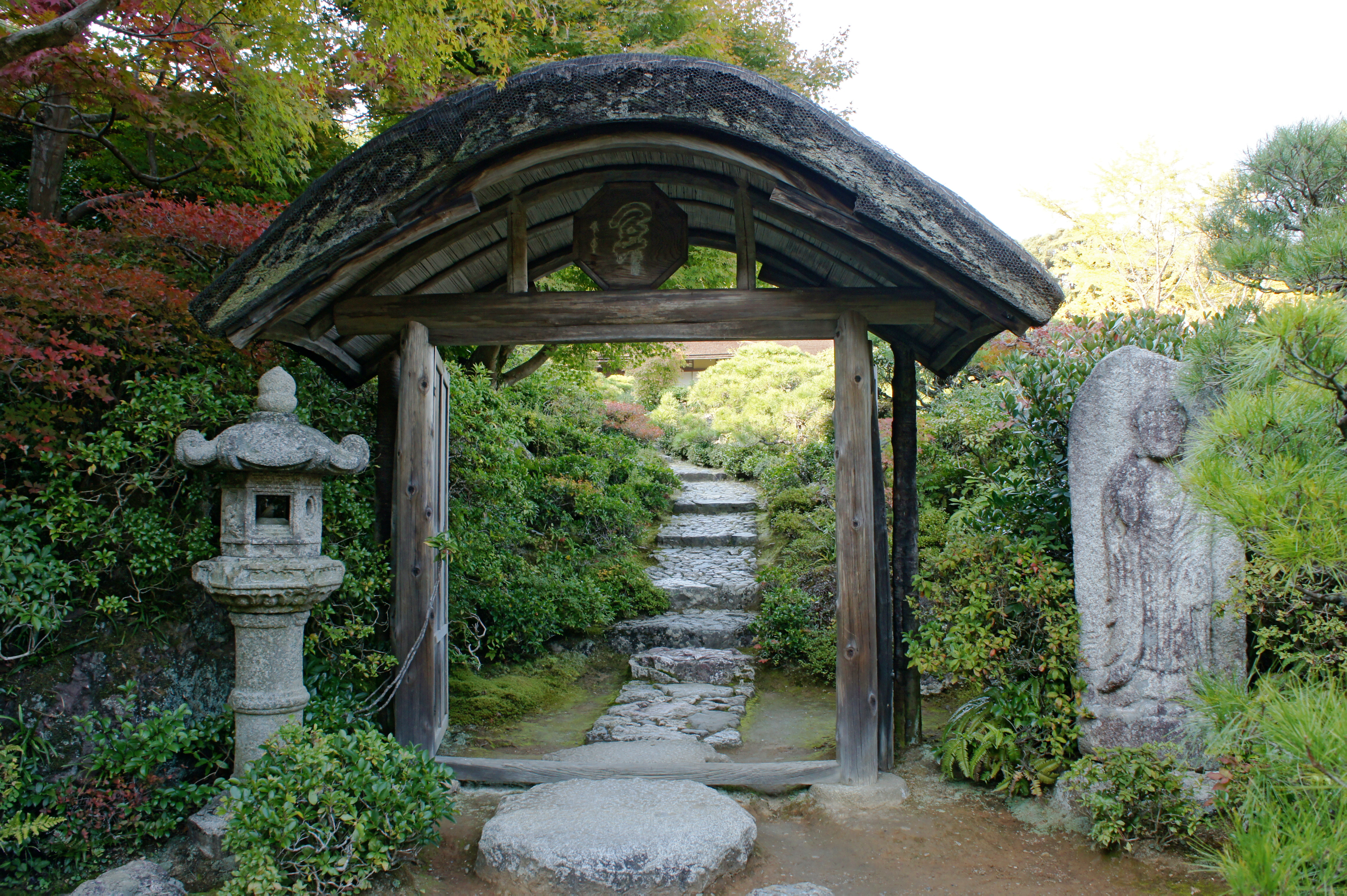
中門

- 庭園
東の嵐山、遠くは比叡山、西の保津峡を借景にした回遊式であり庭師広瀬利兵衛とともに造営を行った。
- 中門（登録有形文化財）[1]
- 大乗閣（登録有形文化財）[2]
寝殿造、書院造、数寄屋造など日本の住宅の伝統的様式を合わせ取り入れた建物で傳次郎の構想に基づき数寄屋師の笛吹嘉一郎が施工した。
- 持仏堂（登録有形文化財）[3]
信仰の篤い傳次郎が座禅を行った所で山荘の初期の建物。
- 滴水庵（登録有形文化財）[4]
茶室
- 月香亭
- 大河内傳次郎資料館
当たり役の丹下左膳姿の写真など大河内傳次郎の姿を伝える施設。

- 持仏堂
- 滴水庵
- 中門

## サービスその他
- 傳次郎生誕100周年であった1998年には、大河内山荘の写真集が刊行され、山荘内の売店で販売されている。

## 所在地
- 京都府京都市右京区嵯峨小倉山田淵山町
- 北緯35度1分2.20秒 東経135度40分9.66秒 / 北緯35.0172778度 東経135.6693500度

## 交通アクセス
- 嵐山駅 (京福電気鉄道)徒歩20分
- トロッコ嵐山駅下車すぐ

## 周辺
- 天龍寺（隣接）